# Rouletabille chez les Bohémiens (film)
Pour plus de détails, voir Fiche technique et Distribution.
Rouletabille chez les Bohémiens est un film français réalisé par Henri Fescourt, sorti en 1922.
Ce film est sorti en même temps que le cinéroman publié en feuilleton dans le journal Le Matin.

## Épisodes

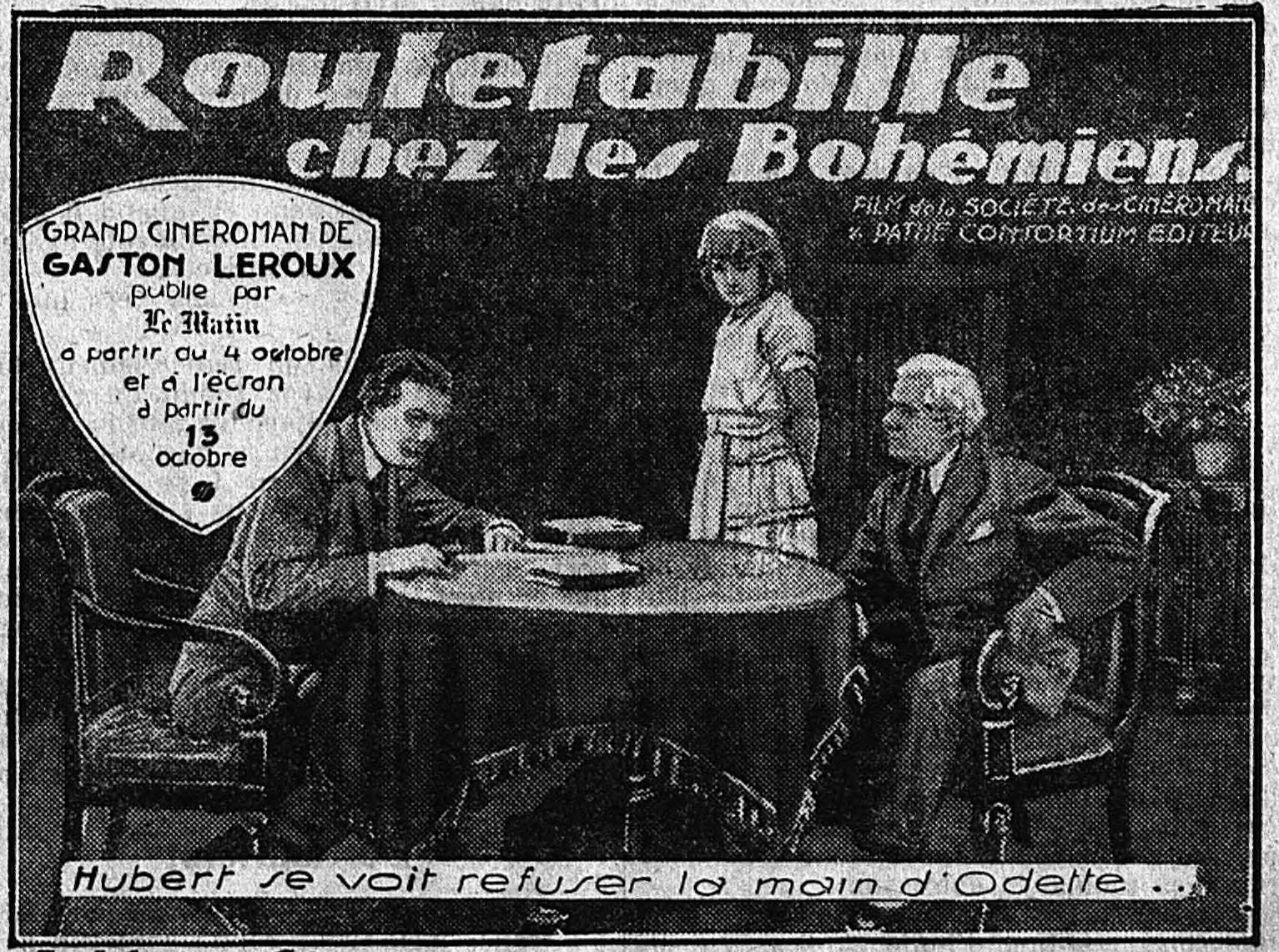
Annonce du cinéroman

Le film a été projeté progressivement en 10 épisodes :
| Épisode               | Date de première projection |
| --------------------- | --------------------------- |
| Le Livre des Ancêtres | vendredi 13 octobre 1922    |
| L'Arrestation         | vendredi 20 octobre 1922    |
| L'Instruction         | vendredi 27 octobre 1922    |
| La Poursuite          | vendredi 3 novembre 1922    |
| La Page déchirée      | vendredi 10 novembre 1922   |
| L'Enlèvement          | vendredi 17 novembre 1922   |
| À Sever-Turn          | vendredi 24 novembre 1922   |
| La Pieuvre            | vendredi 1er décembre 1922  |
| Révélation            | vendredi 8 décembre 1922    |
| Le Retour             | vendredi 15 décembre 1922   |

## Fiche technique
- Titre français : Rouletabille chez les Bohémiens
- Réalisation : Henri Fescourt
- Scénario : Gaston Leroux
- Opérateurs : Willy Faktorovitch, Georges Lafont
- Décorateur : Charles Sanlaville
- Montage : Jean-Louis Bouquet
- Production : Société des Cinéromans
- Directeur artistique : Louis Nalpas
- Distribution : Pathé-Consortium-Cinéma
- Pays de production :  France
- Format : Noir et blanc - 1,33:1 - Film muet
- Genre : Drame
- Date de sortie : 1922
- Restauration : 2024 par la Fondation Jérôme Seydoux-Pathé

## Distribution
- Gabriel de Gravone : Rouletabille
- Édith Jehanne : Odette de Lavardens
- Jean Dehelly : Jean de Santierne
- Romuald Joubé : Andrea
- Joë Hamman : Hubert de Lauriac
- Suzanne Talba : Callista
- Jules de Spoly
- Camille Steyaert : Zina la sorcière
- Louis Monfils : Le juge d'instruction
- Maurice Vouthier : Monsieur de Lavardens
- Arya-Ben-Thar : la danseuse aux boas
- Émile Saint-Ober
- Willy

Plusieurs personnages ont été présentés dans Le Matin pour lancer le concours associé à la sortie du cinéroman.

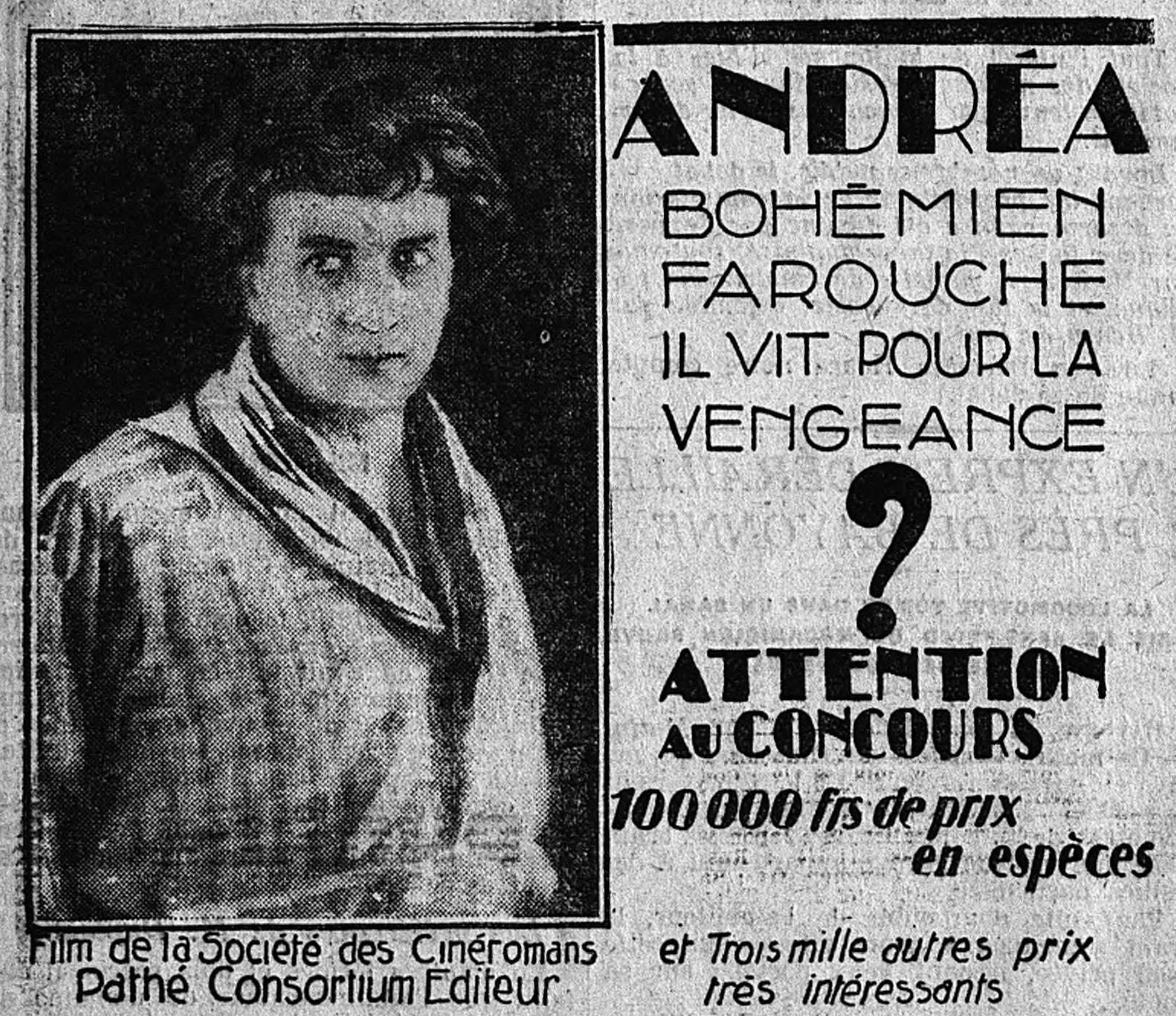
Andréa
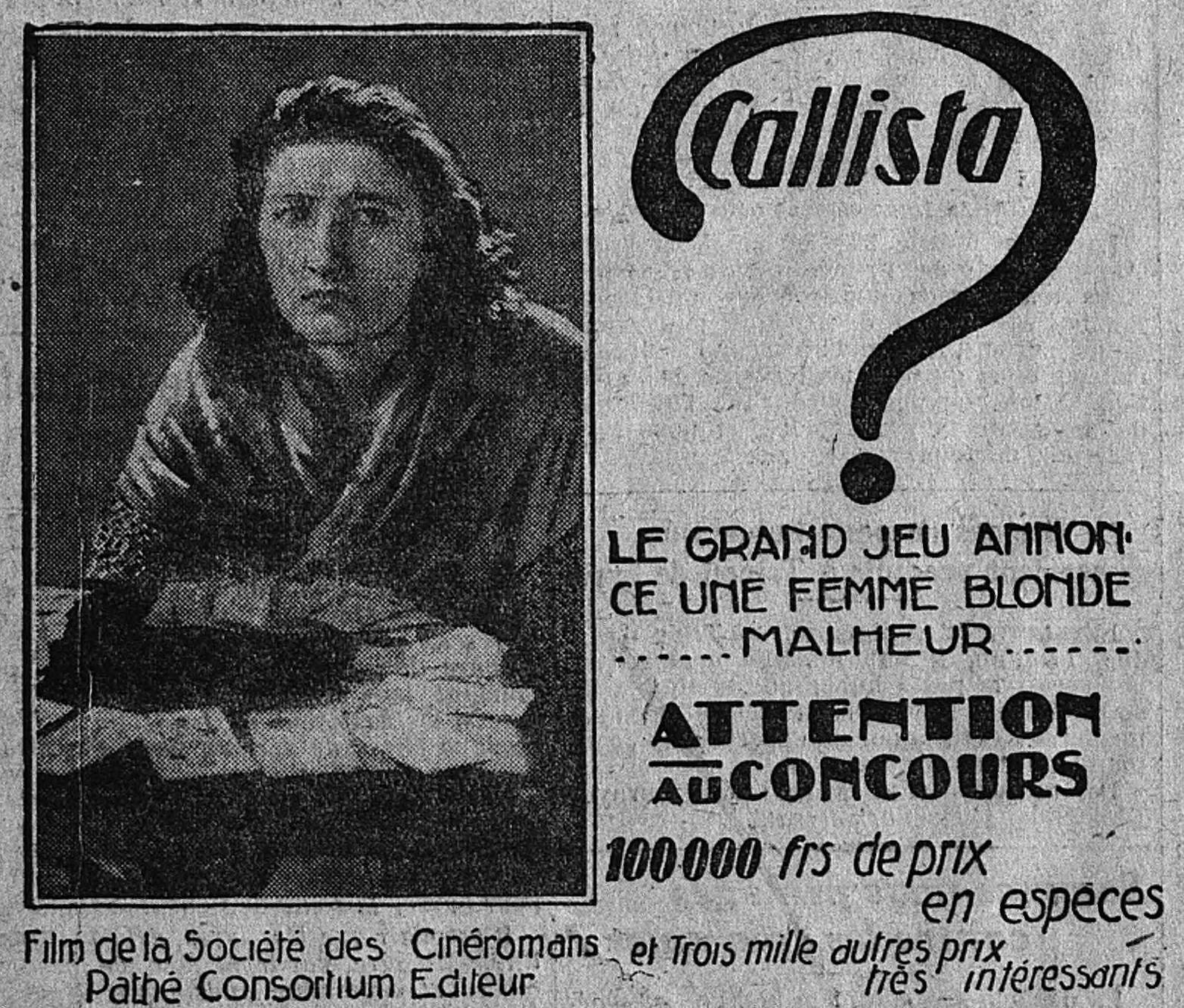
Callista
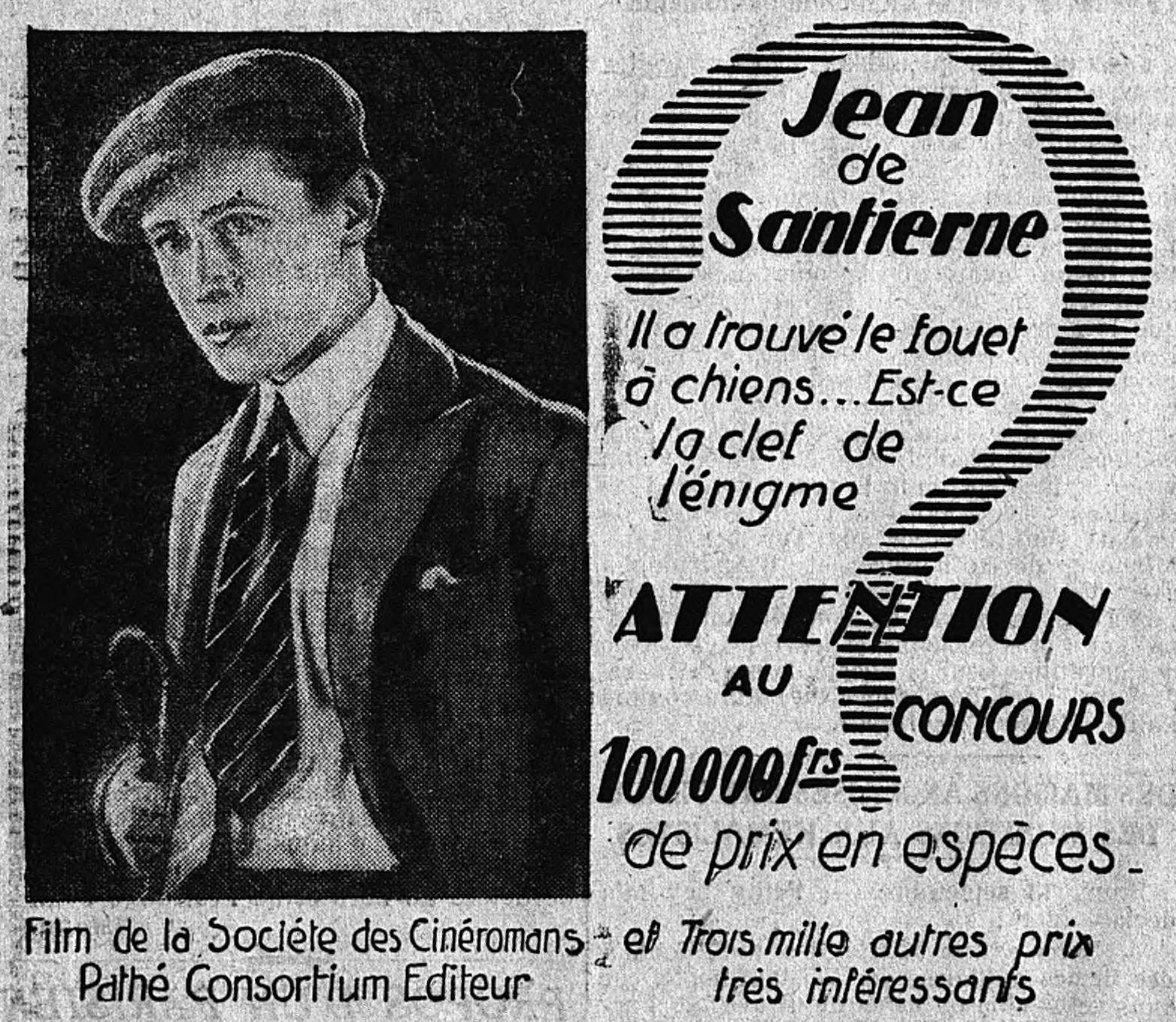
Jean de Santierne
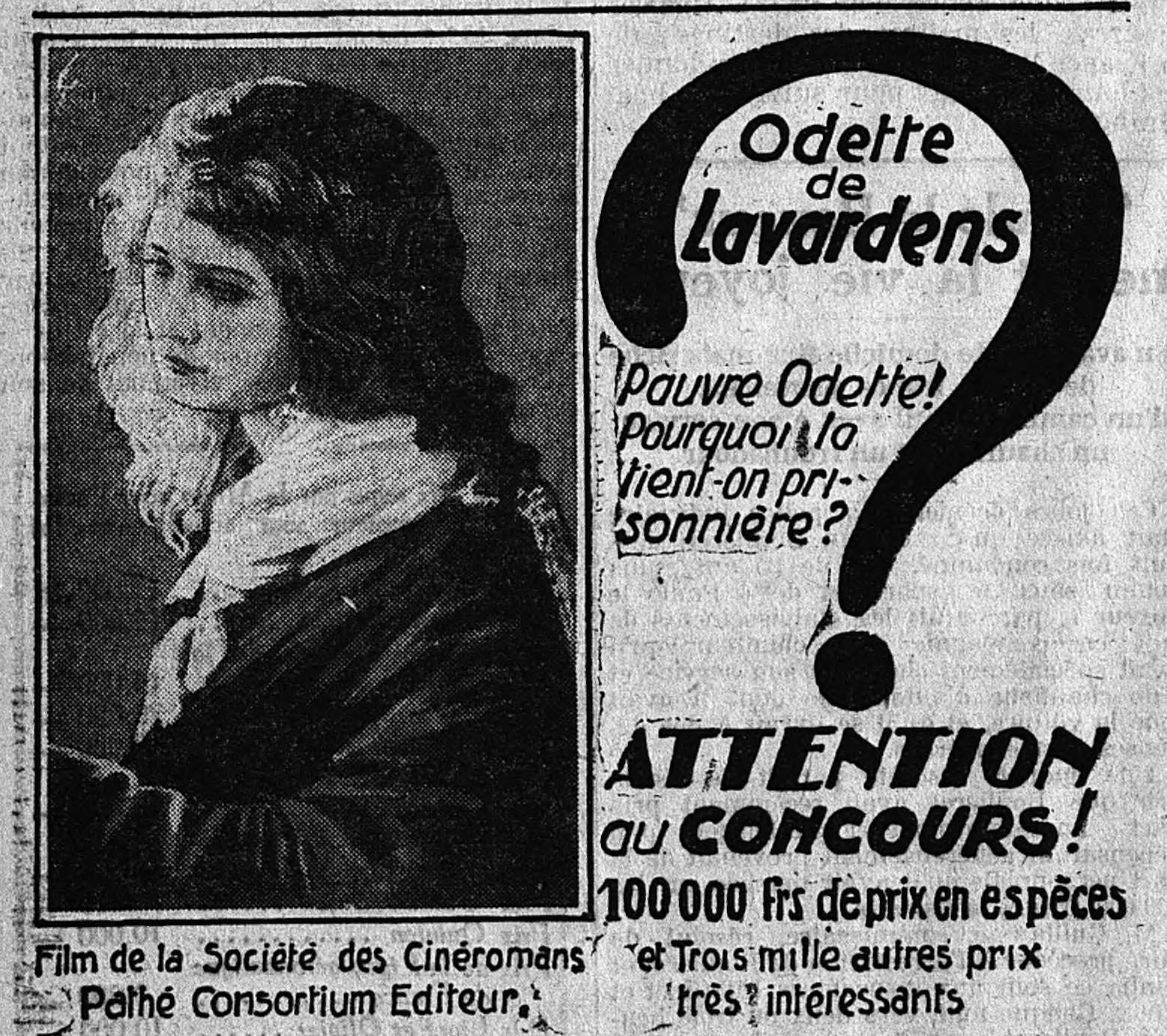
Odette de Lavardens
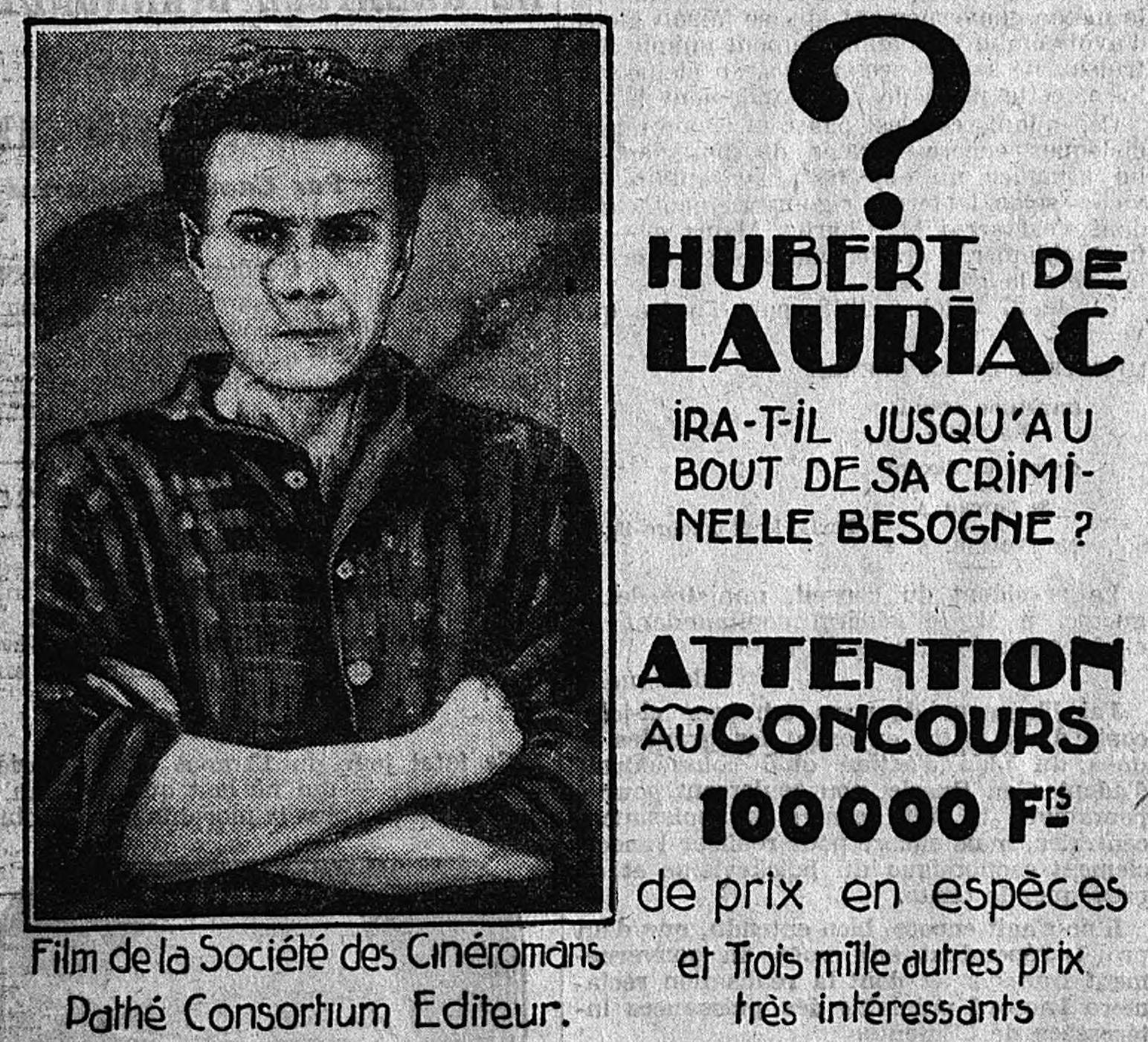
Hubert de Lauriac
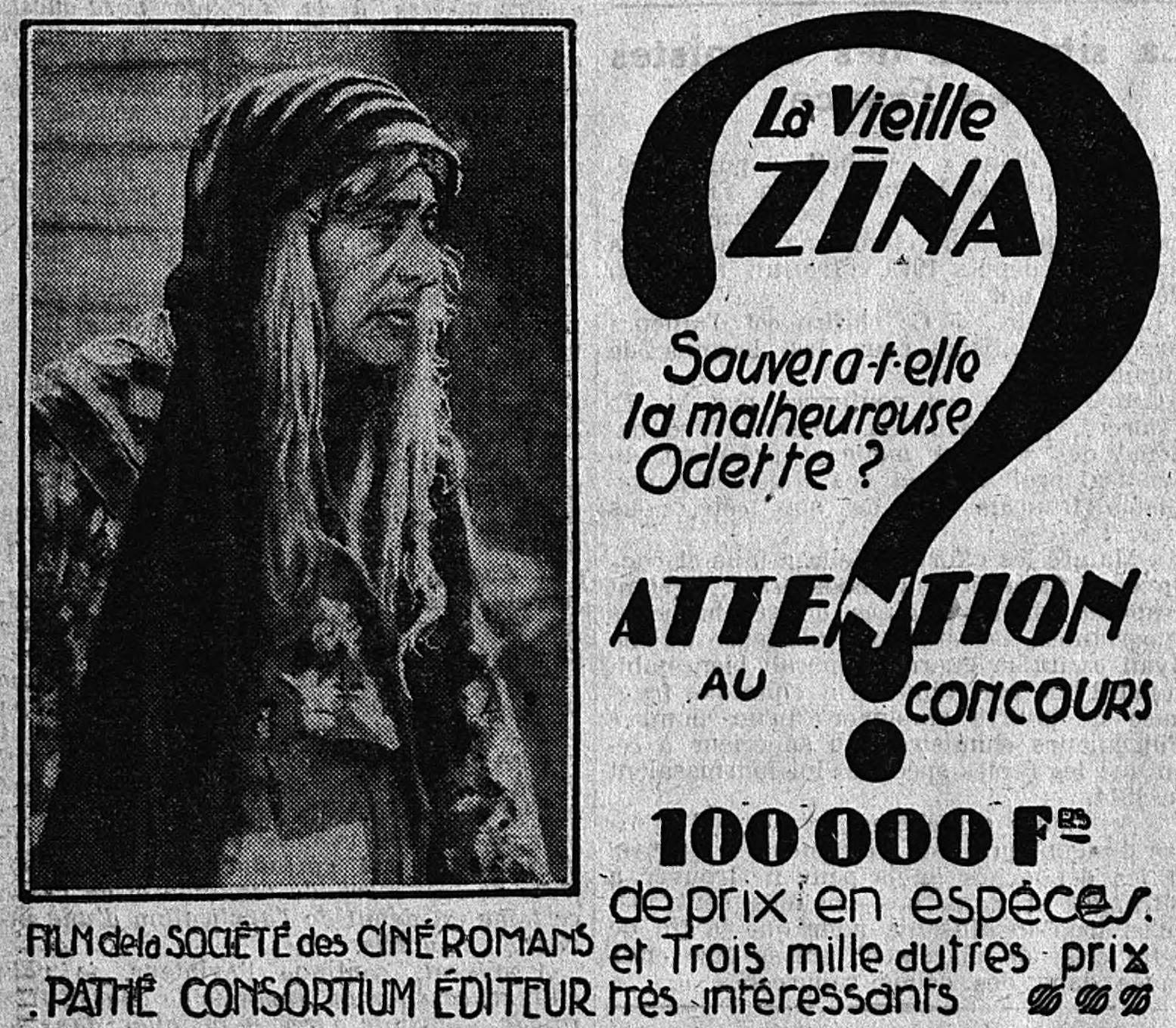
La vieille Zina
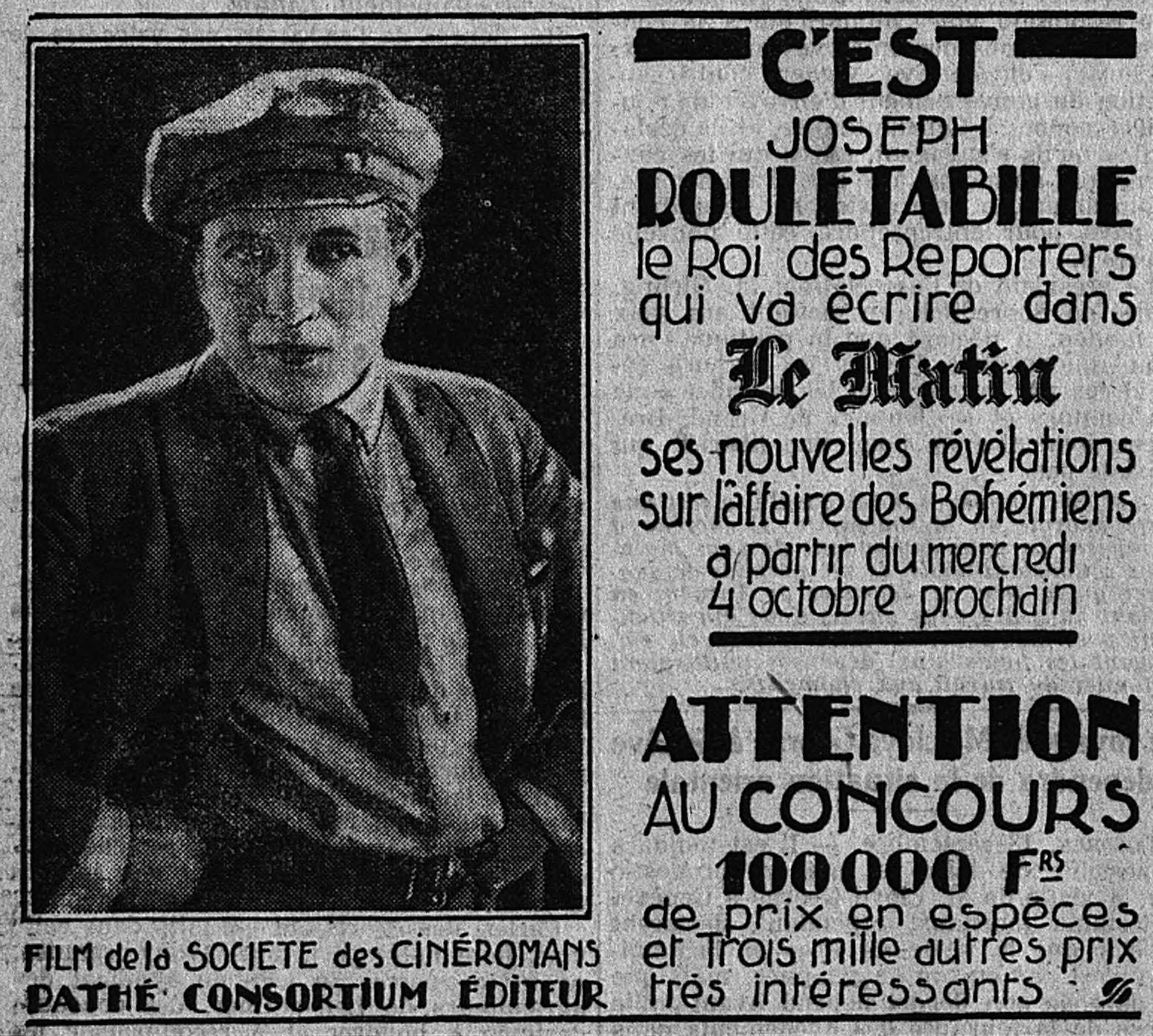
Rouletabille